# Neuer Jüdischer Friedhof (Nürnberg)

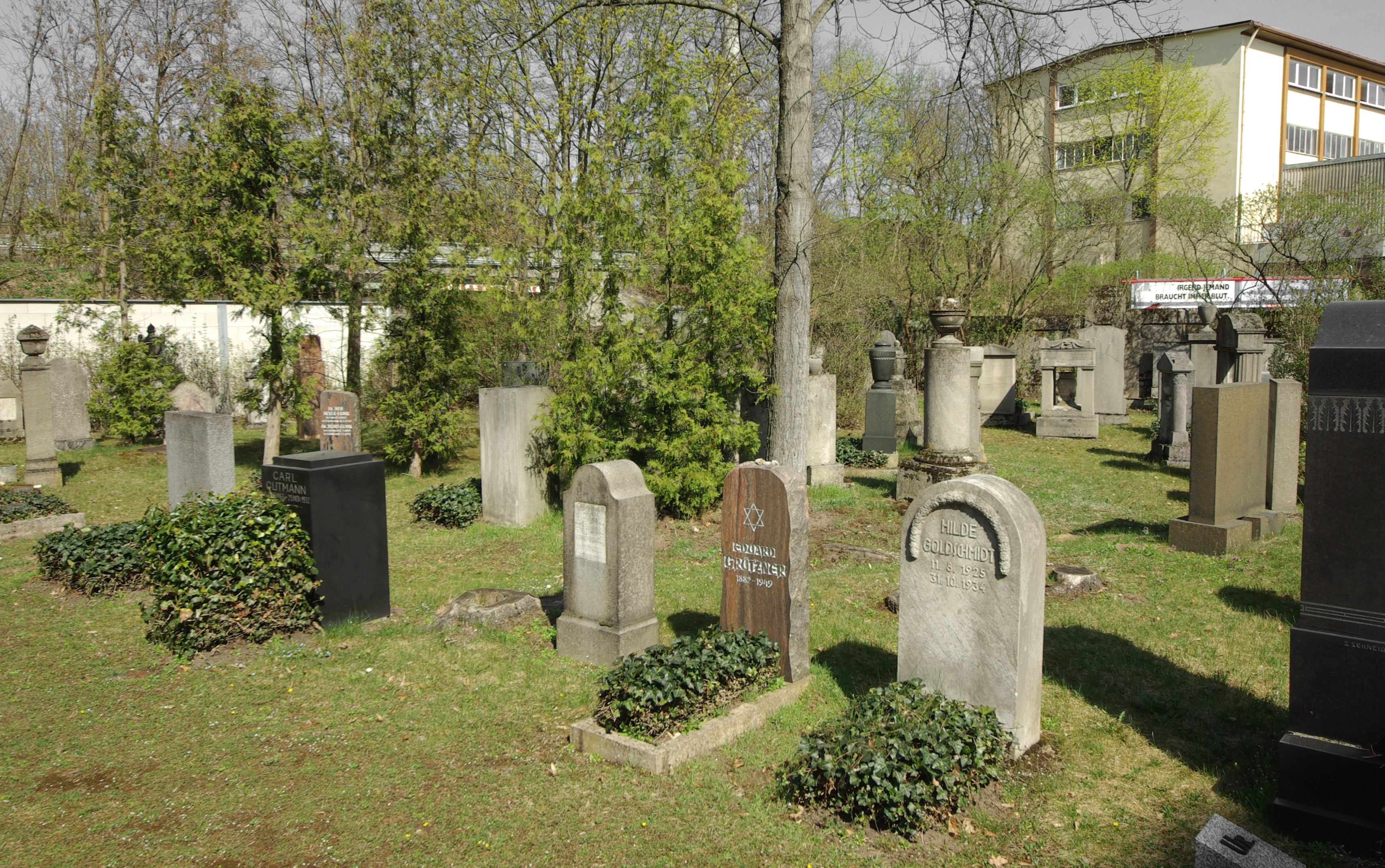
Neuer Jüdischer Friedhof, 2011

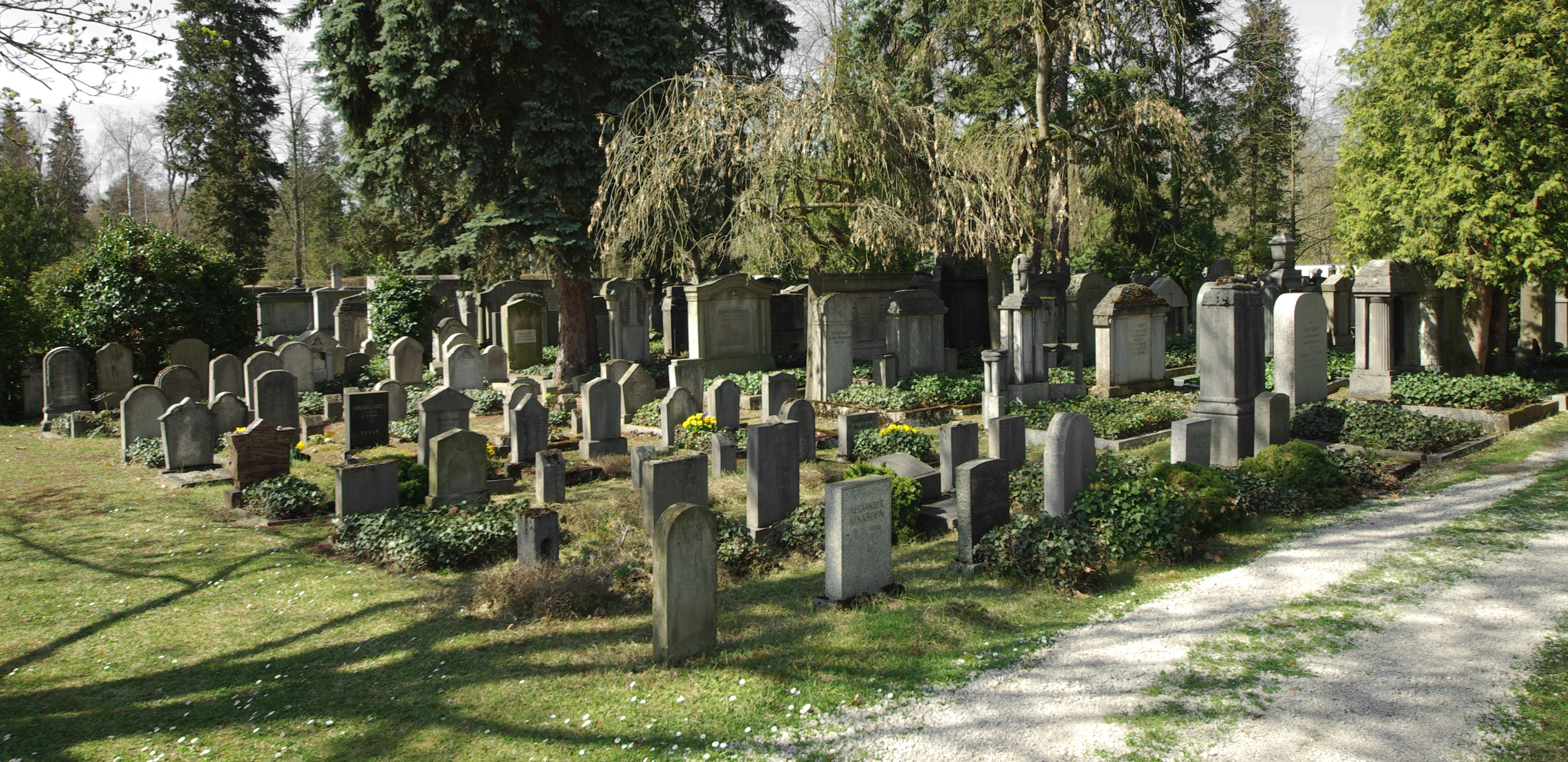
Kindergräber auf dem Neuen Jüdischen Friedhof an der Schnieglinger Straße, 2011

Der Neue Jüdische Friedhof ist eine von zwei erhaltenen Begräbnisstätten der Israelitischen Kultusgemeinde in Nürnberg. Der Friedhof wird seit 1910 belegt.

## Lage
Der Friedhof liegt an der Schnieglinger Straße 155 im Stadtteil Schniegling am südöstlich angrenzenden Westfriedhof. Im Nordwesten wird der Friedhof durch den Damm der Nürnberger Ringbahn begrenzt. Südwestlich des Friedhofs verläuft das Flusstal der Pegnitz.

## Geschichte

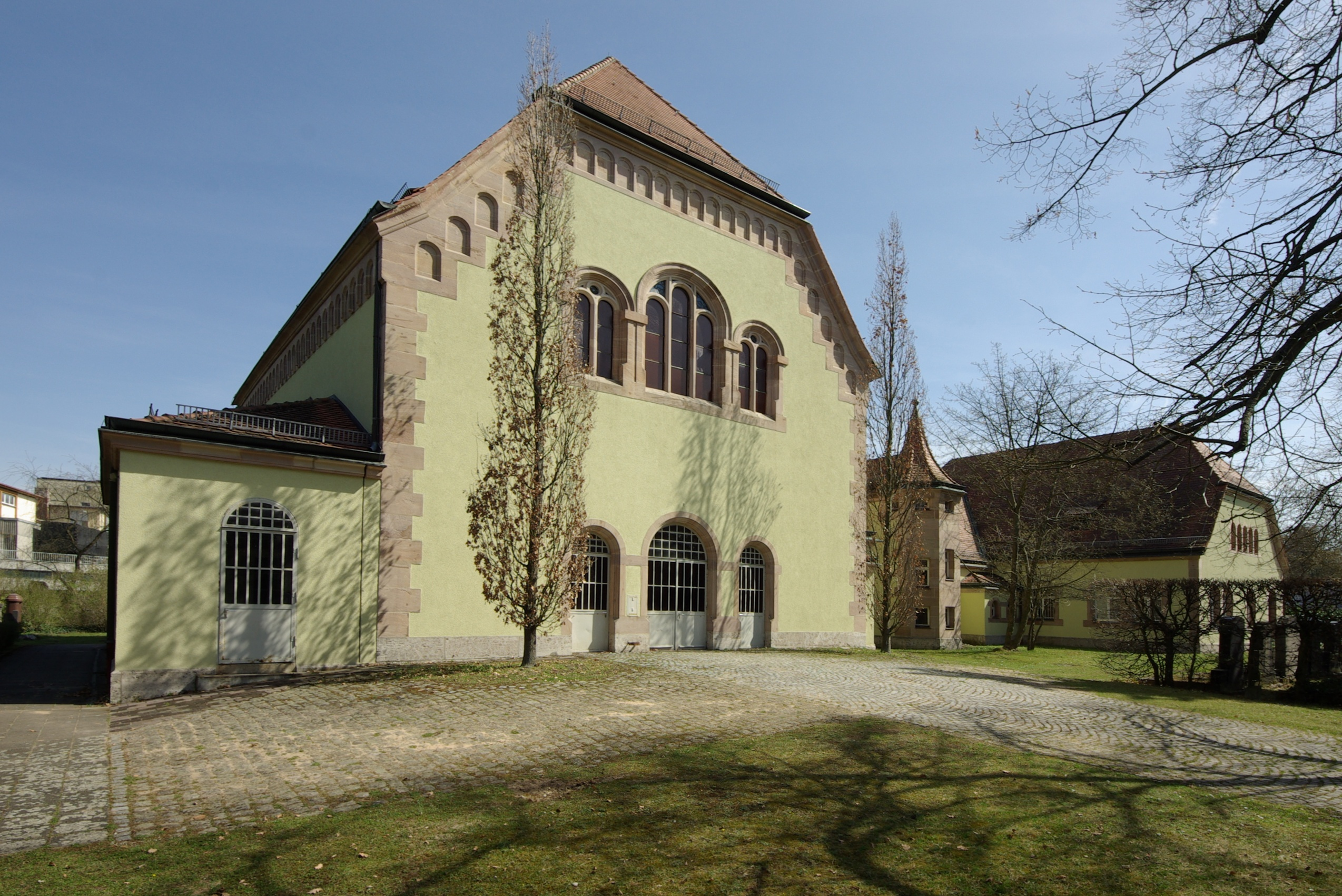
Trauerhalle des Neuen Jüdischen Friedhofs, 2011

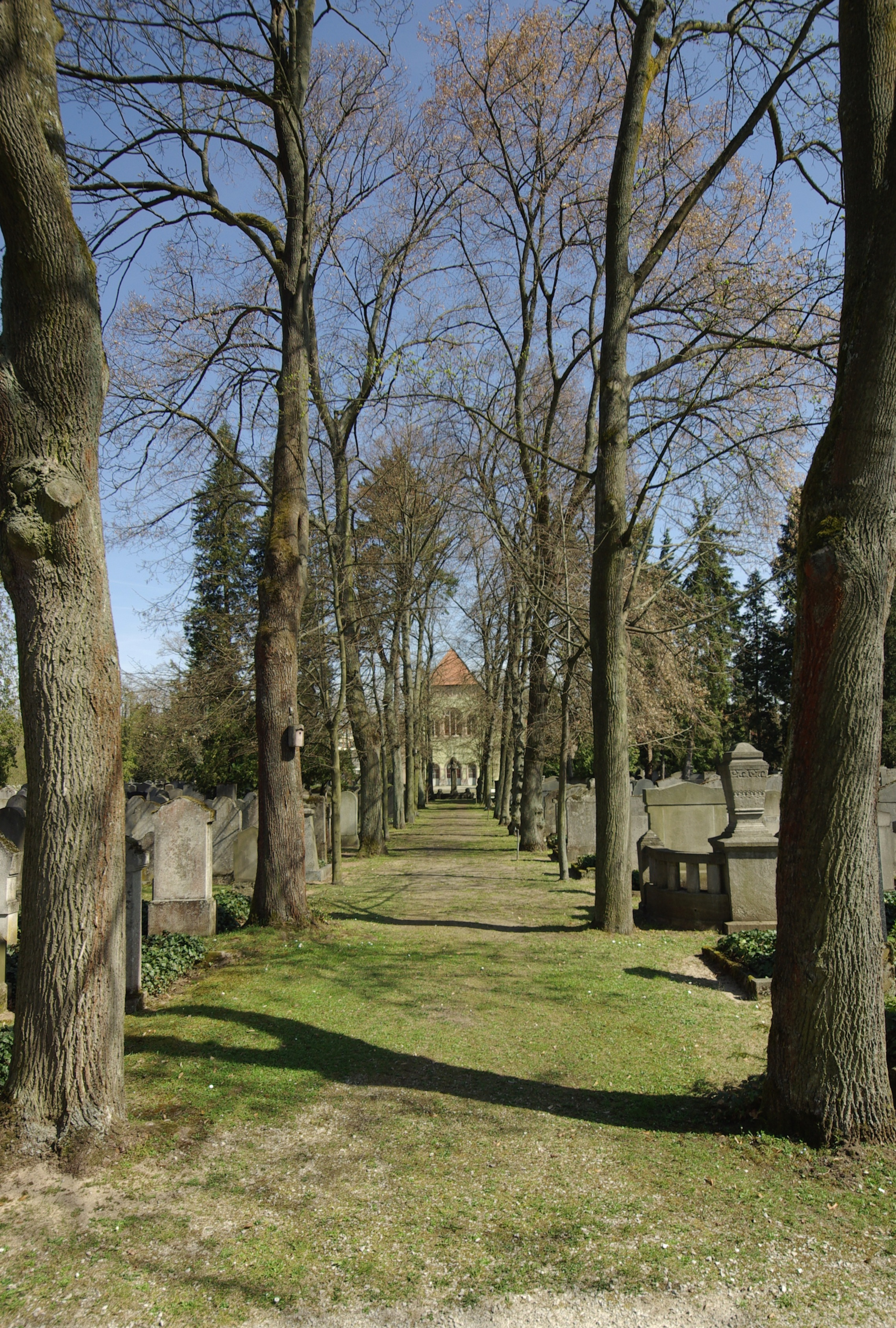
Allee im Neuen Jüdischen Friedhof, 2011

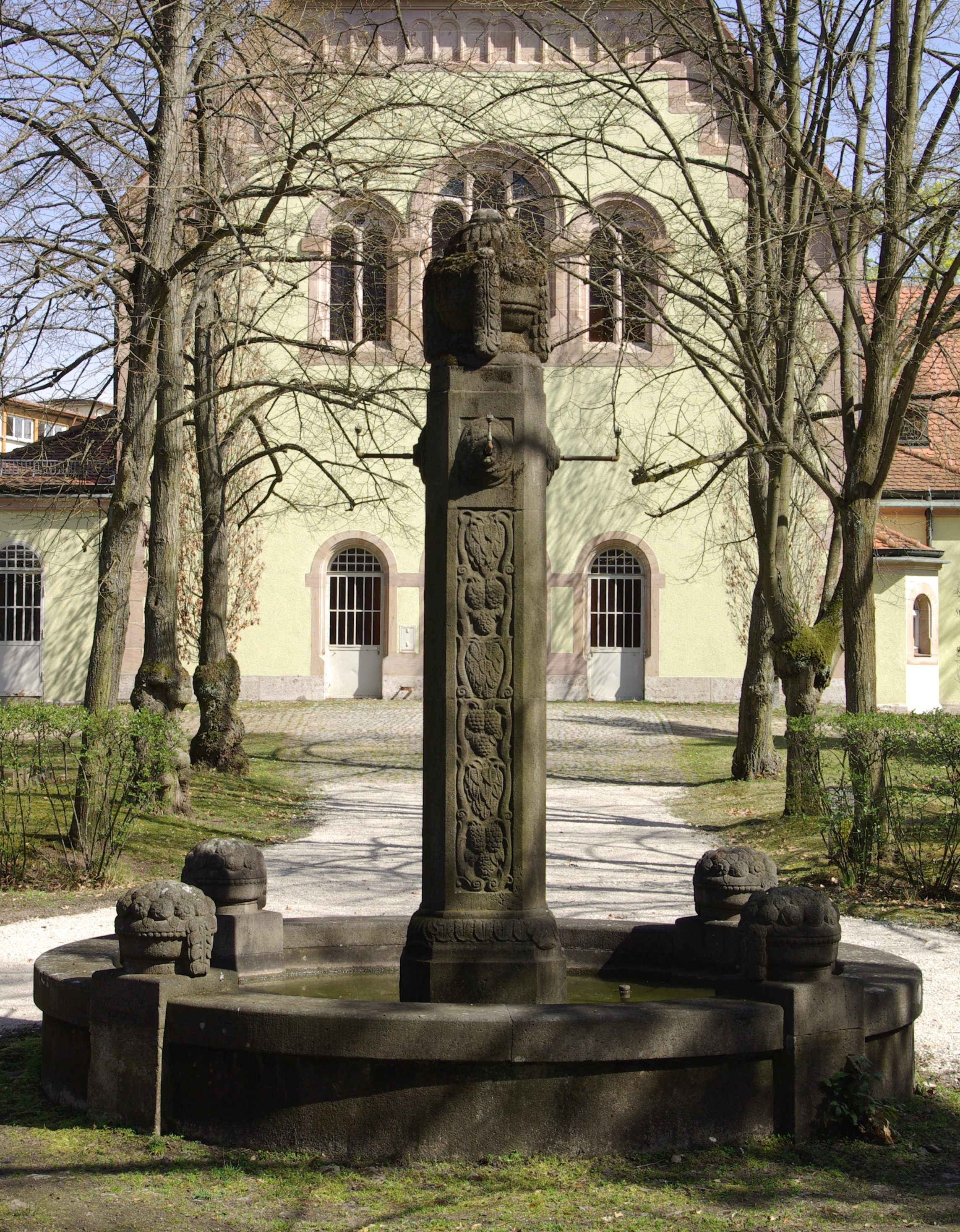
Zierbrunnen, 2011

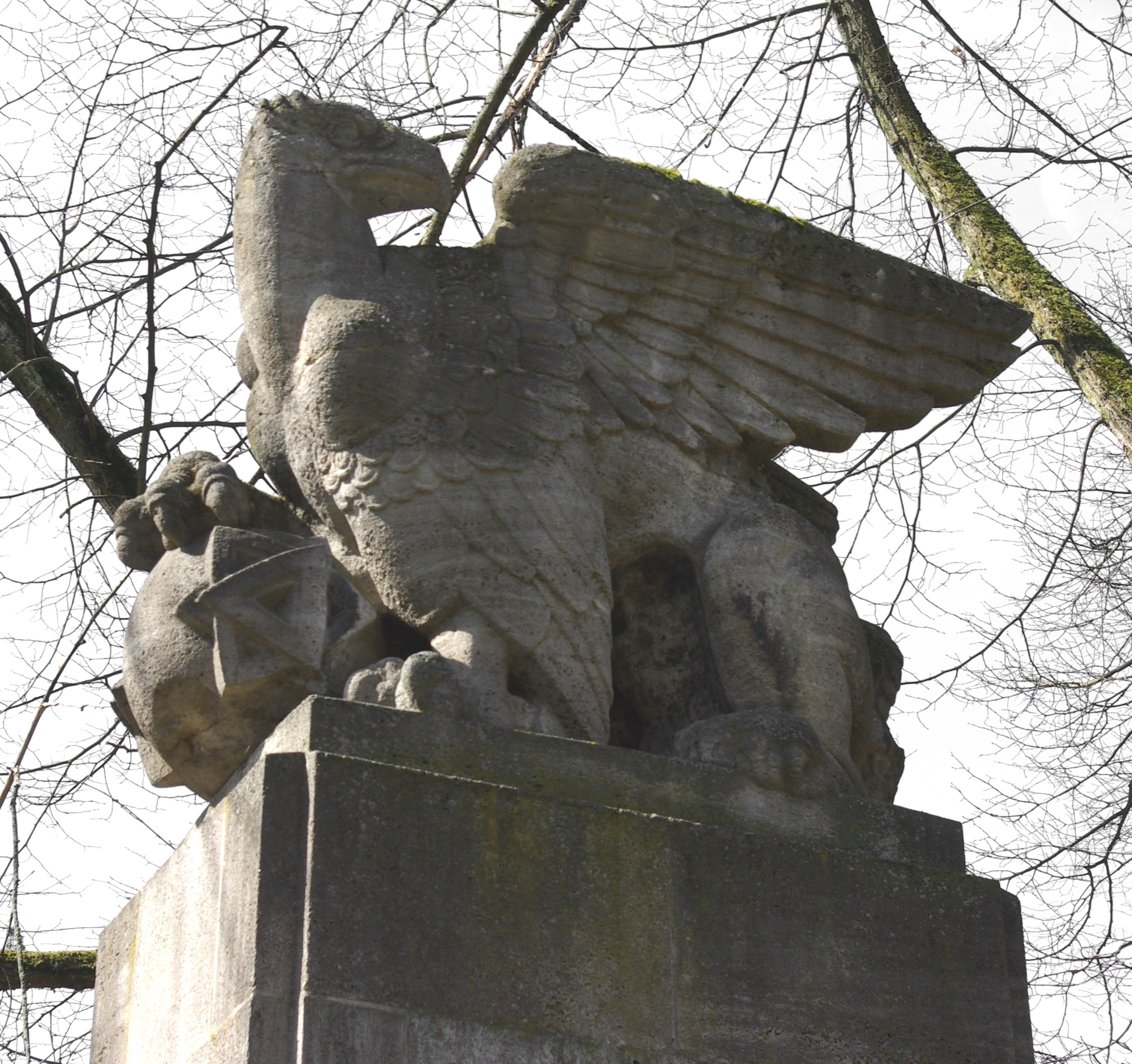
Kriegerdenkmal, 2011

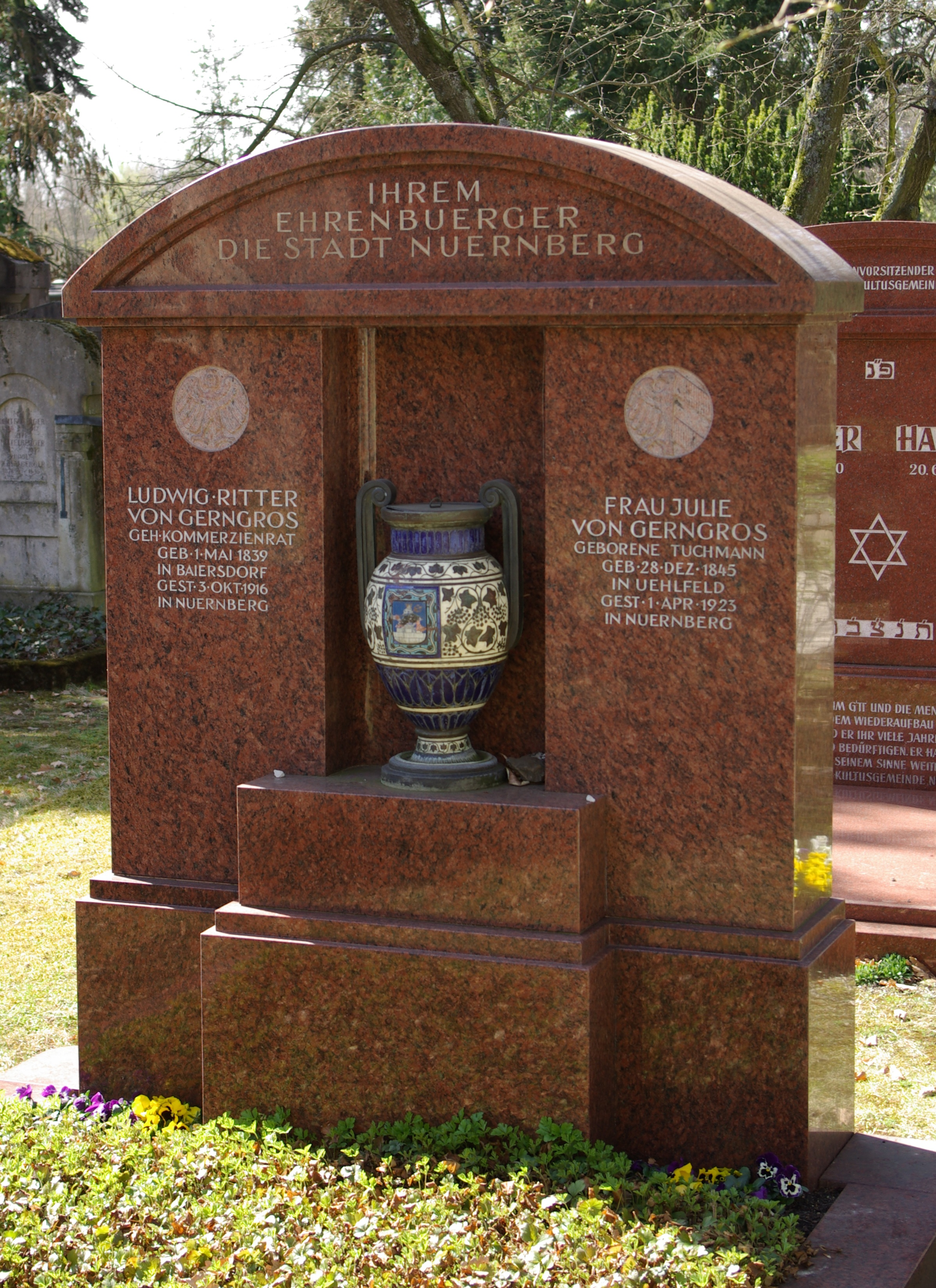
Grab von Ludwig von Gerngros, 2011

1850 wurde der seit 1499 geltende Judenbann der Stadt Nürnberg aufgehoben. Die jüdische Gemeinde in Bayerns zweitgrößter Stadt wuchs schnell, die Industrialisierung zog viele jüdische Kaufleute aus den ländlichen Gebieten Frankens sowie der Oberpfalz an. Sie ließen sich nieder, um an den Vorzügen des modernen großstädtischen Lebens teilzuhaben und ihr Vermögen in die expandierende Industrie und den Großhandel zu investieren. Im Jahre 1855 wohnten 21 jüdische Familien in Nürnberg, im Jahre 1864 wurden bereits 936, 1867 schon 1254 jüdische Einwohner gezählt.
Die Verstorbenen der Jüdischen Gemeinde Nürnberg wurden zunächst auf dem Alten Jüdischen Friedhof in Fürth beerdigt. Verstorbene Kinder Nürnberger Juden wurden teilweise auf den städtischen Friedhöfen beigesetzt. Diese Praxis wurde 1857 von der evangelischen Kirchenleitung verboten. Am 28. Februar 1864 wurde der Alte Jüdische Friedhof an der Bärenschanzstraße im Stadtteil Gostenhof eingeweiht. Bis zur 1922 erfolgten Schließung wurden hier etwa 2.225 Personen bestattet.
Nachdem sich abzeichnete, dass die Kapazität des Alten Friedhofs nicht mehr ausreichte, erwarb die Israelitische Gemeinde Nürnberg im Jahr 1905 ein Grundstück nordwestlich des 1880 eröffneten Centralfriedhofs, der 1904 in Westfriedhof umbenannt wurde. Das Gelände, am Hang der Pegnitzauen gelegen, musste aufgrund des hohen Grundwassers um bis zu zwei Meter mit Erde aufgeschüttet werden, was hohe Kosten verursachte. Am 4. und 5. Februar 1909 zerstörte dennoch ein großes Hochwasser Teile des neuen Friedhofgeländes. Am 10. Mai 1910 wurde der Neue Jüdische Friedhof mit der Bestattung von Henriette Levy eingeweiht. Die Weiherede wurde von dem Rabbiner Max Freudenthal gehalten. Nach weiteren Geländezukäufen 1916 umfasste das Areal des Friedhofs insgesamt 4 ha.
Im Zweiten Weltkrieg wurden während der alliierten Luftangriffe viele Gräber sowie das Verwaltungsgebäude schwer beschädigt. Schändungen und Verwüstungen hatte das Gräberfeld ebenso zu überstehen. Direkt nach Kriegsende wurde mit der Instandsetzung begonnen. Der Friedhof dient der Jüdischen Kultusgemeinde bis heute als letzte Ruhestätte für ihre Toten.

## Anlage

### Verwaltungsgebäude und Trauerhalle
Das Verwaltungsgebäude und die Trauerhalle wurden von dem Architekten Emil Hecht entworfen. Die Ausschmückung der Halle stammt von Ferdinand Adler. In der Trauerhalle sind seit 1970 vier Grabsteine aus dem 1367 zerstörten Friedhof ausgestellt, welche als Treppenstufen in den Südturm der Lorenzkirche eingebaut worden waren.

### Zierbrunnen
Der Zierbrunnen, an zentraler Lage hinter der Trauerhalle gelegen, wurde 1913 von dem Bildhauer Philipp Kittler geschaffen.

### Kriegerdenkmal
Am 12. November 1922 wurde ein von dem Münchner Architekten Fritz Landauer gestaltetes Kriegerdenkmal für die 178 im Ersten Weltkrieg gefallenen Mitglieder der Israelitischen Kultusgemeinde eingeweiht. Nach dem Zweiten Weltkrieg wurde am Denkmal eine Gedenktafel aus Granit angebracht. Sie trägt die Aufschrift:
Hinter der Tafel ist in einer Aushöhlung des Steins eine kupferne Kapsel eingelassen, die eine auf Pergament geschriebene Liste mit den Namen der mindestens 1626 Mitglieder der Israelitischen Kultusgemeinde Nürnberg enthält, die Opfer des Holocaust wurden.
Zwei Reihen mit Soldatengräbern des Ersten Weltkriegs befinden sich rechts der Leichenhalle, darunter auch zwei Grabsteine für die in Nürnberg gestorbenen jüdisch-russischen Kriegsgefangenen.

## Gräber bekannter Persönlichkeiten
- Rudolf Benario (1908–1933), Volkswirt, gilt er als erster, zusammen mit Ernst Goldmann und Arthur Kahn, in einem nationalsozialistischen KZ ermordeter Jude
- Ludwig von Gerngros (1839–1916), Kaufmann, Stifter u. a. des Zweitgusses des Neptunbrunnens, Ehrenbürger der Stadt Nürnberg
- Adolf Hamburger (1900–1974), Ehrenvorsitzender der Israelitischen Kultusgemeinde Nürnberg
- Arno Hamburger (1923–2013), deutscher Kommunalpolitiker (SPD), langjähriger Vorsitzender der Israelitischen Kultusgemeinde Nürnberg
- Sigmund Held (1860–1926), Rechtsanwalt, Vorsitzender der Israelitischen Kultusgemeinde Nürnberg
- Martin Jacobowitz (1889–1961), Direktor der Mars-Werke, Zweiter Vorsitzender der Israelitischen Kultusgemeinde Nürnberg
- Hans-Joachim Schoeps (1909–1980), nationalkonservativer deutsch-jüdischer Religionshistoriker und Religionsphilosoph
- Carl Marschütz (1863–1957), Gründer der Nürnberger „Hercules“-Werke
- Karl Amson Joel  (1889–1982), Textilkaufmann und Großvater des US-Musikers Billy Joel